# Ash Shamal
Ash Shamal (الشمال) est l'une des 10 subdivisions et une ville du Qatar. Ash Shamal s'étend sur 902 km2, au nord de la péninsule, à environ 100 km de Doha. Sa population est estimée à 5 400 en 2004.
Ash Shamal est la seule subdivision du pays à n'avoir pas vu ses frontières modifiées à la suite de la réorganisation territoriale de 2004.  En 2010, 7 975 habitants y vivaient, soit une densité de 9 habitants par km2, faisant de la municipalité la subdivision la moins peuplée et la moins dense du Qatar.

## Sport
- Al Shamal

## Tourisme
- Jebel Jassassiyeh : 580 sites pour 900 gravures rupestres anciennes,
- Al Ghariya : côte magnifique, observation d'oiseaux, excellent Al Ghariya Resort (www.alghariyaresorts.com),
- Al Ruweis, ou Al Ruways, voyage typique de pêcheurs,
- nombreux villages abandonnés (dans les années 1970) : Al Khuwair, Al Arish,
- Al Zubara : port perlier, Al Zubara Regionla Museum dans le Fort.